# Dick-Gletscher
Der Dick-Gletscher ist ein 11 km langer Gletscher in der antarktischen Ross Dependency. Im Königin-Maud-Gebirge fließt er vom Mount Campbell in westlicher Richtung zum Shackleton-Gletscher, den er unmittelbar nördlich des Taylor-Nunatak erreicht.
Das Advisory Committee on Antarctic Names benannte ihn im Jahr 1966 nach Leutnant Alan L. Dick von der United States Navy, Mitglied der Flugstaffel VX-6 während der Operation Deep Freeze des Jahres 1964.